# 维拉·特雷弗洛娃

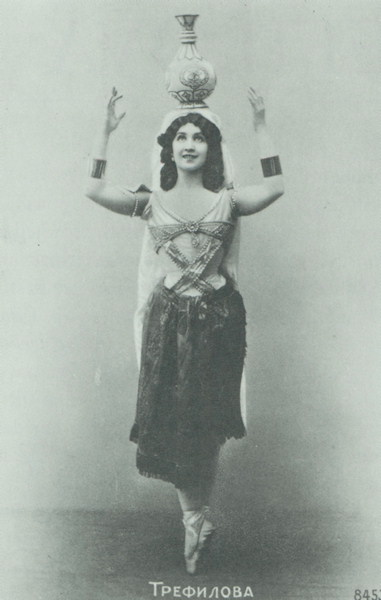
1900年左右的维拉·特雷弗洛娃

维拉·亞歷山德羅芙娜·雷弗洛娃（俄语：Вера Александровна Трефилова，1875年10月8日—1943年7月11日）是一名俄罗斯舞蹈家和教师。
特雷弗洛娃出生于弗拉季高加索，在圣彼得堡的皇家芭蕾学校向叶卡捷琳娜·瓦泽姆学习舞蹈，并于1894年毕业。此后她师从耶夫盖丽娅·索科洛娃、尼古拉·列加特、卡塔莉娜·贝雷塔和恩里科·切凯蒂。1894年她加入马林斯基剧院的芭蕾舞团，1901年成为独舞演员。她先后出演过列夫·伊凡诺夫的《阿西斯与加拉蒂亚》（1896年）、列加特兄弟的《仙女娃娃》（1903年）、尼古拉·列加特的《血红之花》（1907年），以及米歇尔·福金的《忒耳普西科瑞之夜》（1907年）。1906年特雷弗洛娃成为舞团首席演员，以连续三十二个弗韦泰转而著名。她曾主演《睡美人》中的阿芙罗拉公主，但在1910年离开舞团，其中一个主要原因是和马林斯基剧院的当家演员玛蒂尔达·克舍辛斯卡娅不和，此外还有对福金创新的不满。1915年她首次在米哈伊洛夫斯基剧院演出。
1917年特雷弗洛娃离开俄罗斯，在巴黎开办了一间芭蕾舞学校。曾在此学习过的舞者包括玛丽娜·斯维特洛娃、玛丽·斯基平、妮娜·维鲁波娃和玛丽·比克内尔。
1921年，谢尔盖·达基列夫邀请特雷弗洛娃到伦敦出演《睡美人》 。1924年，她又为正在蒙特卡洛表演的俄罗斯芭蕾舞团出演《天鹅湖》。虽然年近五十，但技艺依然不减。她最后一次演出是1926年在英国伦敦的女王陛下剧院。1943年，她逝世于法国巴黎。
特雷弗洛娃有过三段婚姻，其中一任丈夫是舞蹈评论家瓦列里安·雅科夫列维奇·斯维特洛夫。